# 3393 Štúr
3393 Štúr eller 1984 WY1 är en asteroid i huvudbältet som upptäcktes den 28 november 1984 av den slovakiske astronomen Milan Antal vid Piszkéstető-observatoriet. Den är uppkallad efter den slovakiske författaren Ľudovít Štúr.
Asteroiden har en diameter på ungefär 9 kilometer.